# Ein neuer Tag
Ein neuer Tag – drugi studyjny album niemieckiego pop-rockowego zespołu Juli, który został wydany 13 października 2006 r. przez Universal Records. Została wydana edycja regularna oraz Deluxe. Płyta zawiera teledysk „Dieses Leben” i dwa filmy dokumentalne.

## Lista utworów
| #   | Tytuł                                              |       | Autor                                    |
| --- | -------------------------------------------------- | ----- | ---------------------------------------- |
| 1.  | "Dieses Leben" (This life)                         | 4:34  | Briegel, Herde, Pfetzing, Jürgen Triebel |
| 2.  | "Du nimmst mir die Sicht" (You take away my sight) | 3:19  | Triebel                                  |
| 3.  | "Bist du das" (Is that you)                        | 4:23  | Pfetzing                                 |
| 4.  | "Zerrissen" (Torn up)                              | 3:23  | Triebel                                  |
| 5.  | "Ein neuer Tag" (A new day)                        | 2:49  | Briegel, Pfetzing                        |
| 6.  | "Wer von euch" (Who of you)                        | 4:43  | Pfetzing                                 |
| 7.  | "Wir beide" (Both of us)                           | 2:59  | Briegel, Pfetzing                        |
| 8.  | "Egal wohin" (No matter where)                     | 3:56  | Briegel, Pfetzing                        |
| 9.  | "Das gute Gefühl" (The good feeling)               | 3:11  | Triebel                                  |
| 10. | "Am besten sein" (To be best)                      | 3:13  | Briegel, Herde, Triebel                  |
| 11. | "Wenn du mich lässt" (If you let me)               | 3:33  | Briegel, Pfetzing                        |
| 12. | "Ein Gruß/Interlude" (A greeting)                  | 14:54 | Briegel, Pfetzing                        |